# Douglas Dodds-Parker
Douglas Dodds-Parker (né le 5 juillet 1909 et mort le 13 septembre 2006) est un homme politique britannique et, pendant la Seconde Guerre mondiale, un dirigeant du service secret britannique Special Operations Executive.

## Biographie

### Avant-guerre
Arthur Douglas Dodds-Parker est formé à l'école de Winchester et au collège de Magdalen, Oxford, où il est diplômé en Histoire moderne. En 1930, il entre au Sudan Political Service. En 1934, il est adjoint au secrétaire particulier du gouverneur général, Sir Stewart Symes (en), à Khartoum, poste qui lui permet d’observer les colonies voisines (françaises, belges et italiennes).
Le gouverneur l’envoie souvent en mission de représentation du Soudan. À la Société des Nations de Genève, il rencontre Anthony Eden, secrétaire d’État aux affaires étrangères, et les ministres français et italiens. Prenant ses vacances à Rome, Vienne, Prague, Varsovie et en Allemagne, il se forge une vision claire du désastre qui menace. Dès 1935, l’invasion de l’Abyssinie par l’Italie est une occasion d’acquérir une précieuse expérience des problèmes associés à la subversion et à la guérilla.

### Seconde Guerre mondiale
Ayant quitté l’administration, il devient officier de Grenadier Guards, aspirant à long terme au commandement d’un bataillon du régiment. Mais sa qualification est telle qu’il est hors de question d’en faire de la chair à canon. D’abord détaché au Military Intelligence, il passe au SOE dès sa fondation, en juillet 1940.

#### Khartoum: opérations clandestines
Le Soudan étant menacé par l'Italie, Dodds-Parker, sous l'aile de Orde Wingate, organise en Éthiopie une guérilla favorisée par la nature du terrain et la complicité des populations. Le caractère ombrageux et l'excentricité de Wingate n'ont d'égaux que son génie de la petite guerre. Les relations sont difficiles, mais les Italiens sont battus. L'empereur Hailé Sélassié revient au pouvoir à Addis-Abeba le 5 mai 1941.

#### Londres: insertion d’agents
En mai 1941, Dodds-Parker revient à Londres. Il est chargé d’organiser par mer et par air les insertions et les extractions d’agents et de militants en Europe occupée.

#### Alger: chef des opérations spéciales
Après les débarquements alliés en AFN (november 1942), Dodds-Parker est envoyé à Alger où il commande le centre MASSINGHAM de Guyotville près d’Alger. Nom administratif de l'unité : ISSU 6 BNAF. L'officier chargé de l'instruction est John Anstey. Le SOE coopère avec l'OSS dans le cadre du SPOC (special operations centre). L’OSS soutient Darlan, puis Giraud. Le SOE soutient les Français Libres et les militants antifascistes. Guyotville est le point de départ d’opérations spéciales dans toute la Méditerranée occidentale. Le SOE joue un rôle capital dans l’Opération Monkey, négociations secrètes en vue de l’armistice signé avec l’Italie en septembre 1943. En tant que chef régional du SOE, Doods-Parker est en liaison permanente avec Dwight D. Eisenhower. Tout le problème est de garder le secret jusqu’aux débarquements de Salerne.
En Apulie, le SOE forme des milliers de partisans communistes. En août 1944, après les débarquements de Provence, le SOE est particulièrement actif dans le sud de la France.

#### Athènes: guerre civile
En décembre 1944, Dodds-Parker est envoyé à Athènes menacée de guerre civile. En Grèce, les agents du SOE qui avaient conseillé les réseaux et les maquis communistes sont retournés contre leurs anciens camarades. Ayant quitté la Méditerranée, il attendra la fin de la guerre au SHAEF (Supreme Headquarters Allied Expeditionary Force) de Paris

### Après-guerre
Élu à plusieurs reprises député conservateur aux Communes, Dodds-Parker, très actif dans les commissions parlementaires, joue un rôle dans l’affaire de Suez qui le déçoit beaucoup.